# Chhatrapati Shivaji Maharaj Vastu Sangrahalaya
Chhatrapati Shivaji Maharaj Vastu Sangrahalaya (CSMVS; marathi : छत्रपती शिवाजी महाराज वस्तुसङ्ग्रहालय, hindi : छत्रपति शिवाजी महाराज वस्तुसङ्ग्रहालय), anciennement dénommé Musée Prince de Galles de l'Inde occidentale (anglais : Prince of Wales Museum of Western India), est un musée de Bombay qui documente l'histoire de l'Inde de la préhistoire aux temps modernes.
Le bâtiment du musée est un bâtiment patrimonial de niveau I de la ville et a reçu le premier prix (anglais : Urban Heritage Award) de la section de Bombay de l'Indian Heritage Society (en) pour l'entretien des bâtiments patrimoniaux en 1990. En 1998, le musée est rebaptisé Chhatrapati Shivaji Maharaj Vastu Sangrahalaya en hommage au roi guerrier et fondateur de l'Empire marathe, Shivaji. Le musée est renommé après le changement de nom de la ville en 1995, lorsque le nom colonial Bombay est remplacé par le nom natif Mumbai.
Le bâtiment est construit dans le style architectural indo-sarrasin, incorporant des éléments d'autres styles architecturaux comme l'architecture moghole, marathe, deccanaise et jaïne. Le bâtiment du musée est entouré d'un jardin de palmiers et de parterres de fleurs à la française.
Le musée abrite environ 50 000 pièces sur l'histoire ancienne de l'Inde ainsi que des objets provenant de pays étrangers, classés principalement en trois sections : art, archéologie et histoire naturelle. Le musée abrite des objets de la civilisation de la vallée de l'Indus et d'autres reliques de l'Inde ancienne de l'époque des Guptas, Mauryas, Chalukyas et Rashtrakuta.

## Histoire

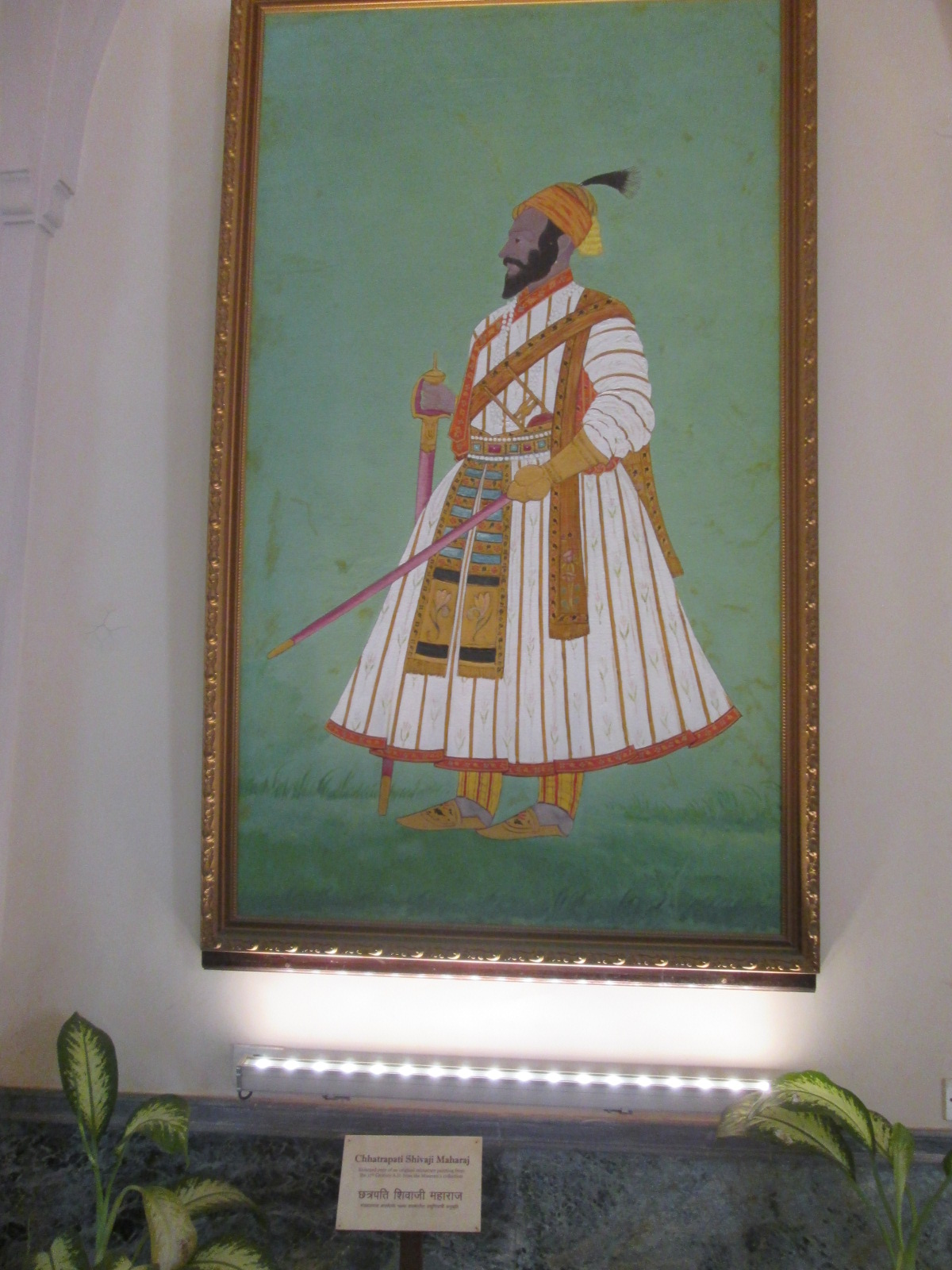
Un portrait de Shivaji Maharaj à l'entrée du musée.

En 1904, plusieurs citoyens éminents de Bombay décident de créer un musée pour commémorer la visite du prince de Galles, futur roi George V. Le 14 août 1905, le comité adopte une résolution disant :

« Le bâtiment du musée incarne le faste et la hauteur avec lesquels le Raj britannique avançait avec ses projets ambitieux, en construisant la grande métropole Bombay. »

« En accord avec le meilleur style d'architecture locale, de nombreux bâtiments ont été construits, parmi lesquels le bâtiment de la Haute Cour de Bombay, et plus tard, les bâtiments de la Porte de l'Inde ont été les plus remarquables. »

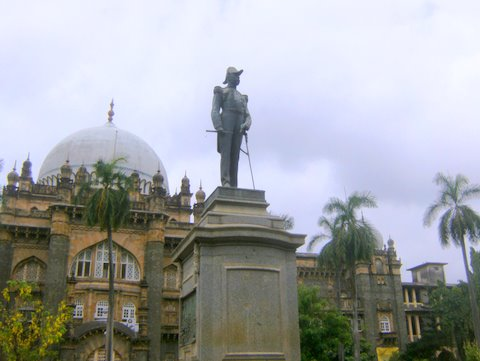
Statue du prince de Galles, devenu par après empereur George V.

La première pierre est posée par le prince de Galles le 11 novembre 1905 et le musée est officiellement nommé Musée Prince de Galles de l'Inde occidentale. Le 1er mars 1907, le gouvernement de la présidence de Bombay accorde au comité du musée un terrain appelé Site du Croissant, où se trouve aujourd'hui le musée. À la suite d'un concours de conception ouvert, l'architecte George Wittet (en) est chargé en 1909 de concevoir le bâtiment du musée. Wittet avait déjà travaillé sur la conception du bureau de poste général et concevra en 1911 l'un des monuments les plus célèbres de Mumbai, la Porte de l'Inde.
Le musée est financé par le Fonds commémoratif de la visite royale (1905). en outre, le gouvernement et la municipalité accordent respectivement 300 000 roupies indiennes et 250 000 roupies, Sir Currimbhoy Ibrahim (en) (premier baronnet) fait don de 300 000 roupies et Sir Cowasji Jehangir (en) en donne 50 000. Le musée est créé en vertu de la loi Bombay n° III de 1909. Le musée est désormais entretenu grâce à des subventions annuelles du gouvernement et de la Mumbai Municipal Corporation (en). Cette dernière finance ces subventions grâce aux intérêts courus sur les fonds dont dispose le Trust du musée.
Le bâtiment du musée est achevé en 1915, mais sert de centre de protection des enfants et d'hôpital militaire pendant la Première Guerre mondiale, avant d'être remis au comité en 1920. Le musée Prince de Galles est inauguré le 10 janvier 1922 par Lady Lloyd, épouse de George Lloyd, gouverneur de Bombay.
Le bâtiment du musée est un bâtiment patrimonial de niveau I de la ville et a reçu le premier prix (Urban Heritage Award) de la section de Bombay de l'Indian Heritage Society pour l'entretien des bâtiments patrimoniaux en 1990. En 1998, le musée a été rebaptisé Chhatrapati Shivaji Maharaj Vastu Sangrahalaya en hommage au roi guerrier et fondateur de l'Empire marathe, Shivaji. Le musée a été renommé après le changement de nom de la ville en 1995, lorsque le nom colonial Bombay a été remplacé par le nom natif Mumbai.

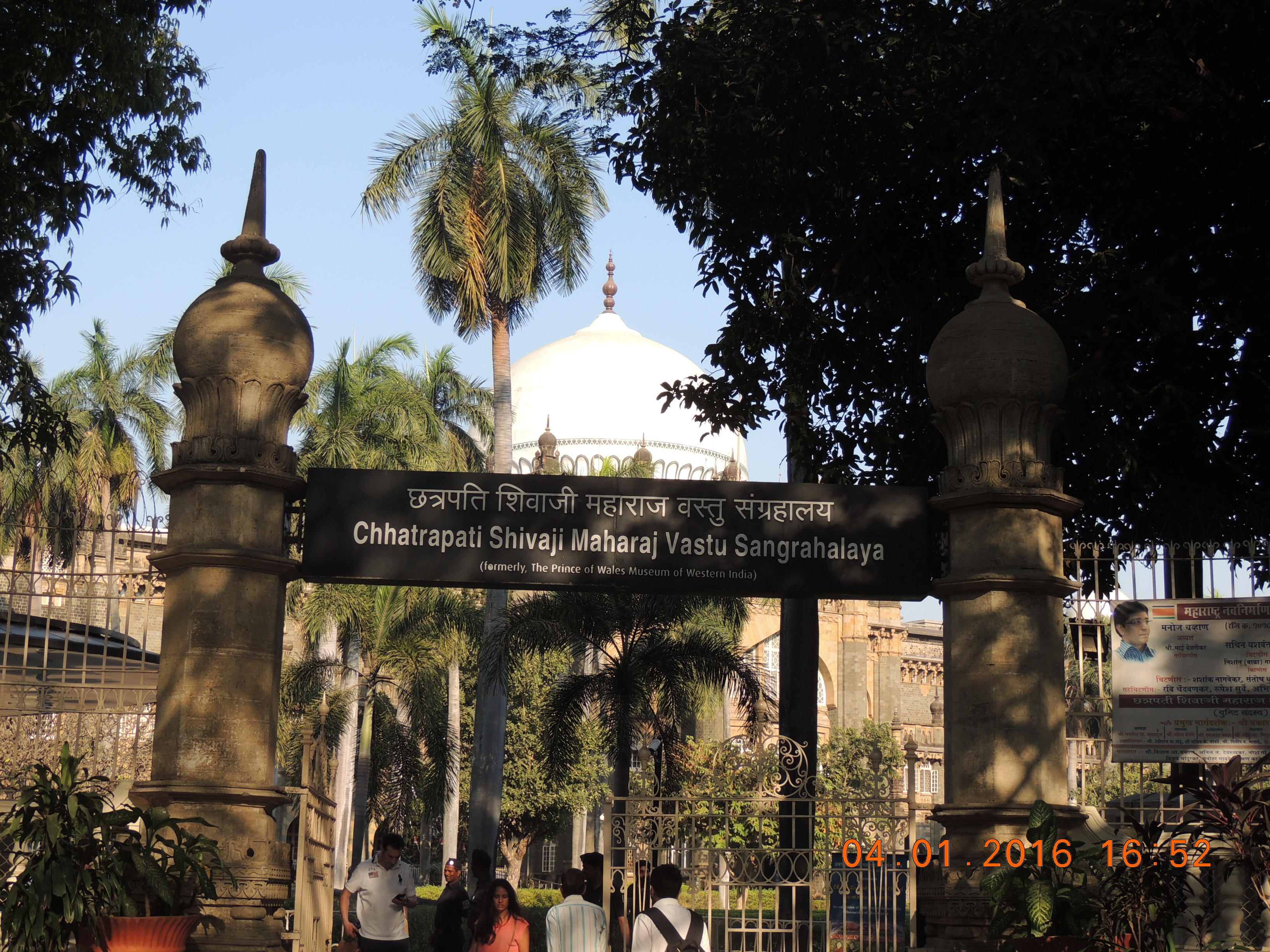
Le portail du Chhatrapati Shivaji Maharaj Vastu Sangrahalaya.

## Collections

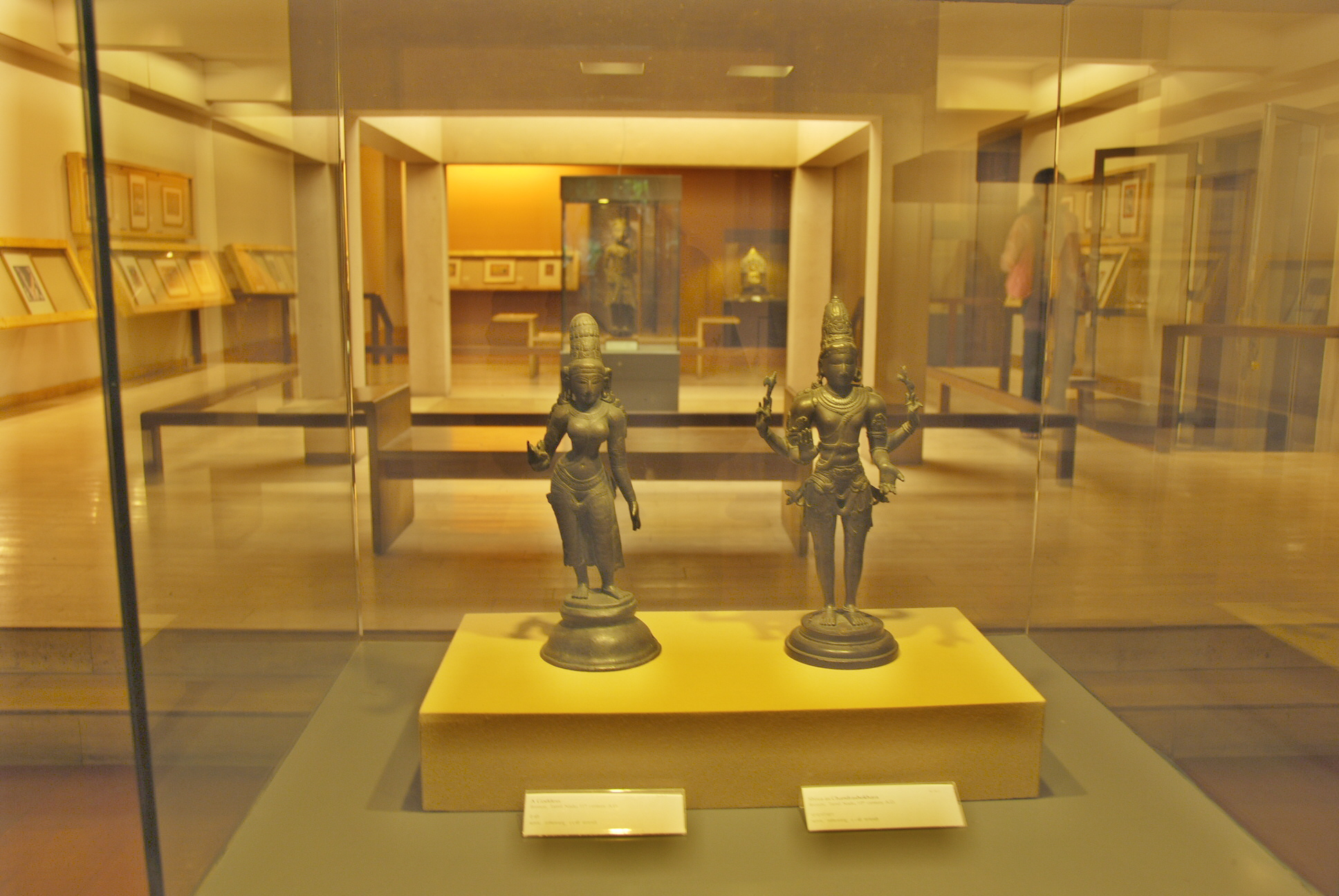
Collection Karl et Meherbai Khandalavala - galerie.

La collection du musée comprend environ 50 000 objets. La collection du musée est classée principalement en trois sections : art, archéologie et histoire naturelle. Le musée abrite également une section forestière, qui présente des spécimens de bois cultivés sous la présidence de Bombay (Inde britannique), et une autre présentant une petite collection géologique locale de roches, de minéraux et de fossiles. La Maritime Heritage Gallery, qui expose des objets liés à la navigation, est la « première du genre en Inde ». En 2008, le musée a installé deux nouvelles galeries, présentant la « collection Karl et Meherbai Khandalavala » et « les pièces de monnaie de l'Inde ».

## Galerie de photos

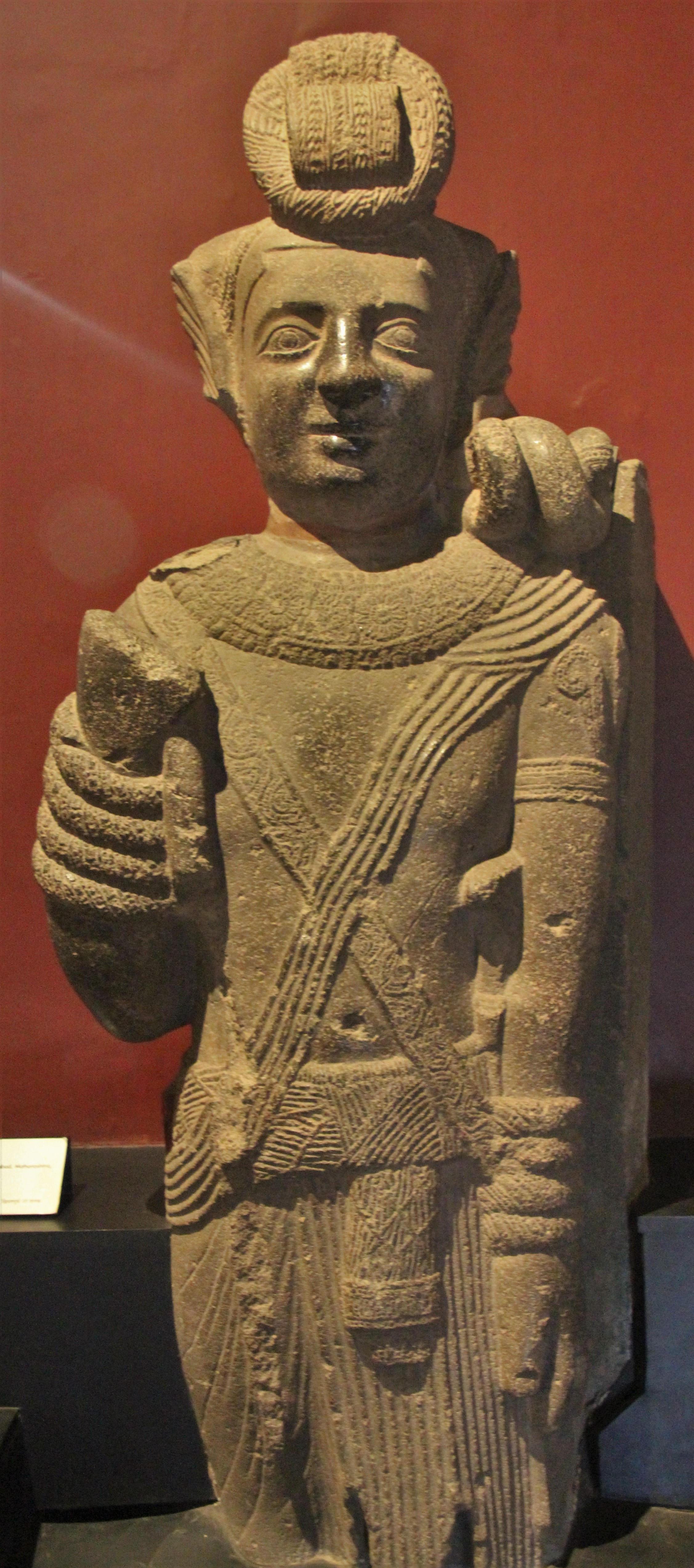
Dvarapala Yaksha, grottes bouddhistes de Pitalkhora (IIe siècle)
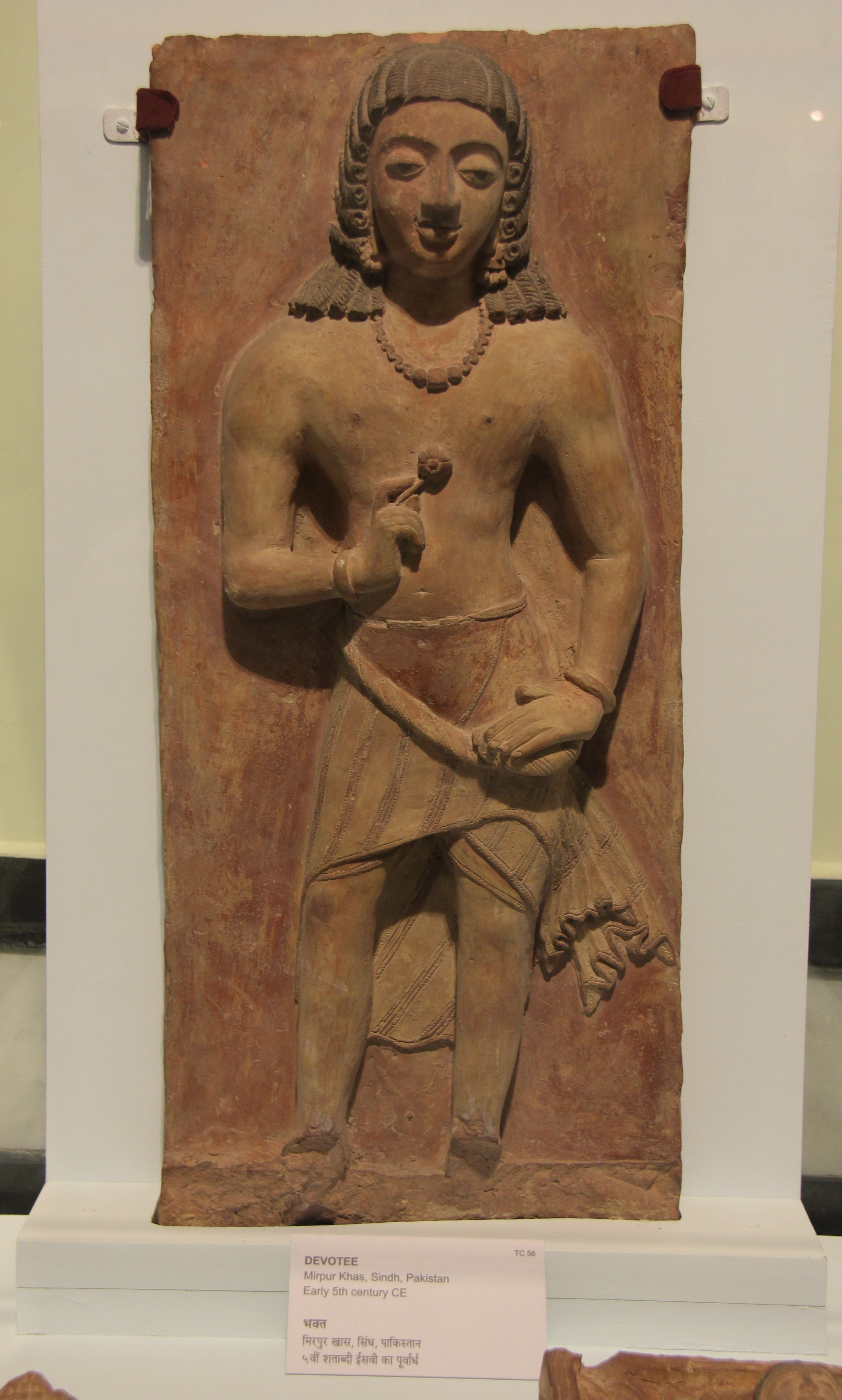
Statue de dévot de Mirpur Khas dans le Sind (Pakistan actuel) (Ve siècle)
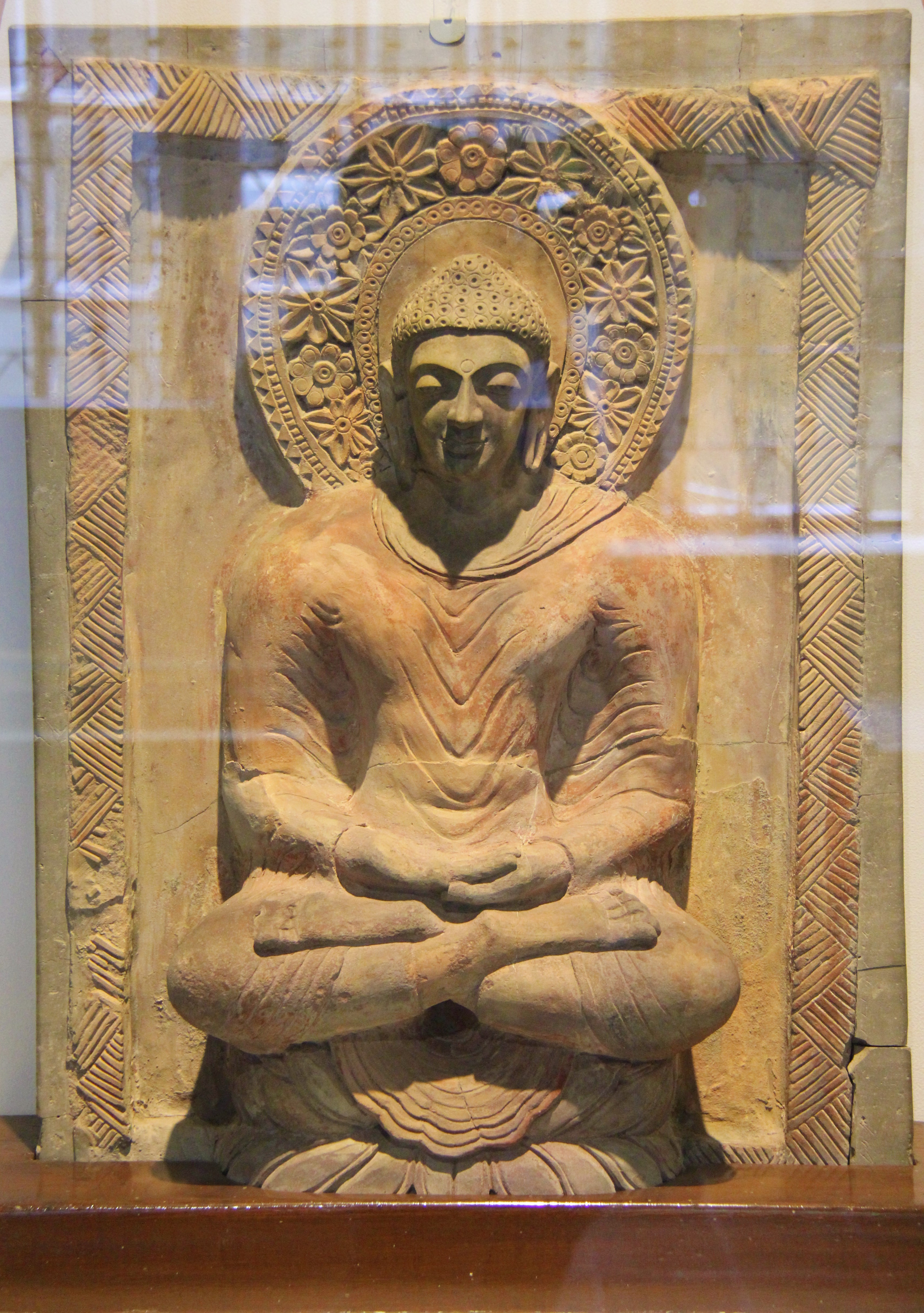
Statue de Bouddha, terre cuite, Mirpur Khas (Ve siècle)
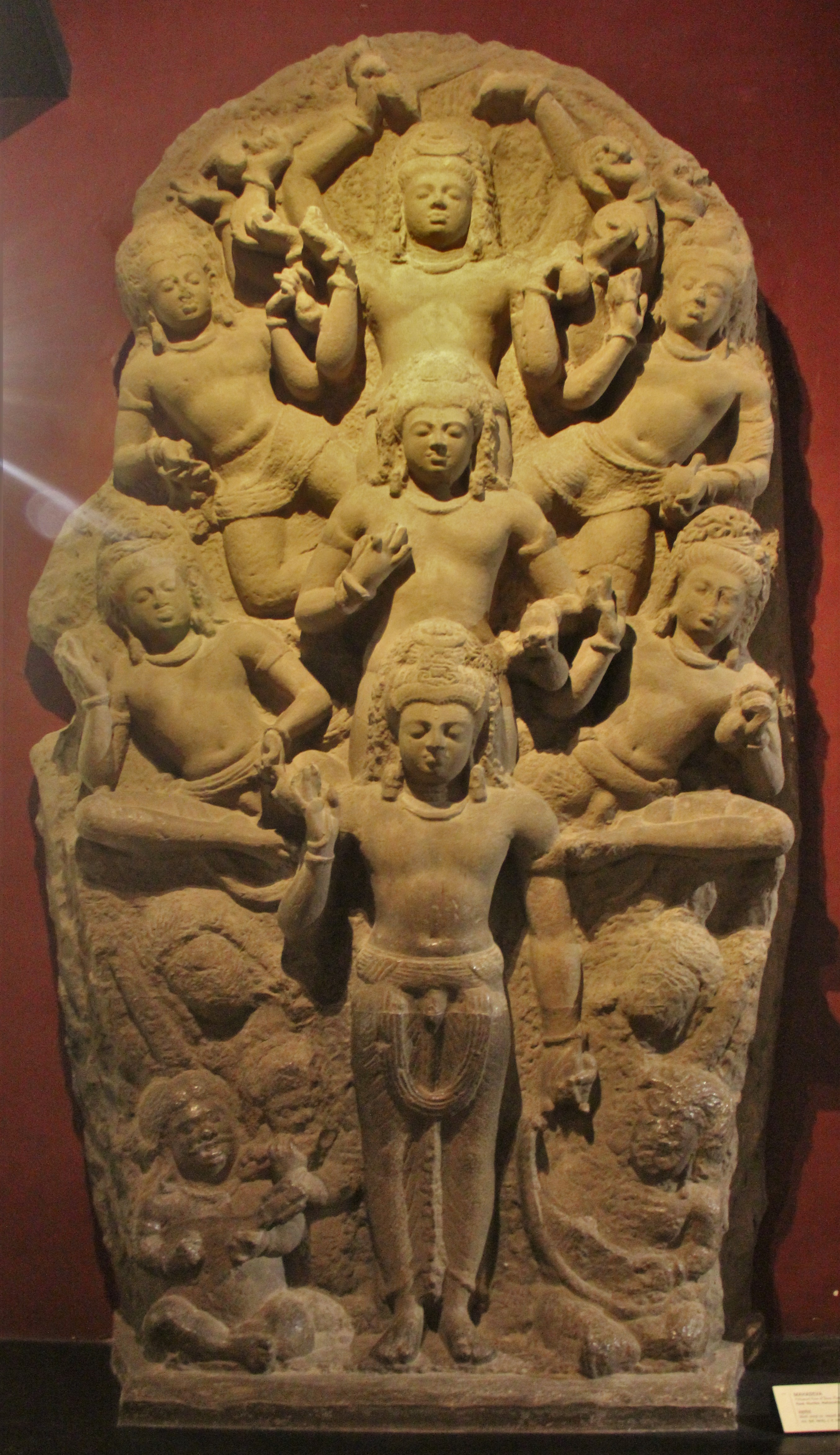
Parel Relief (en) de Shiva (moulage en plâtre) (VIe siècle).
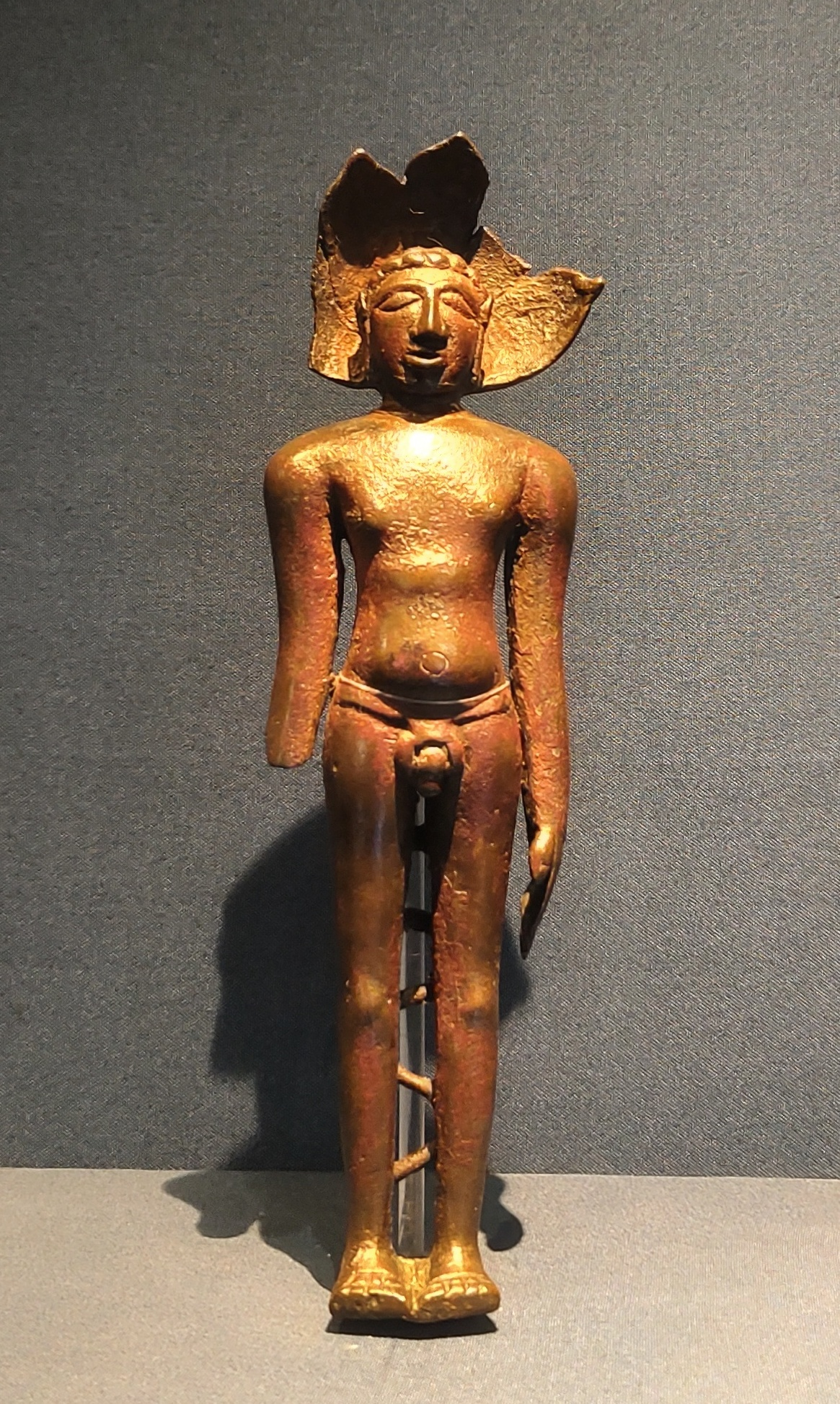
Parshvanatha, bronze, Inde orientale (IIe siècle)
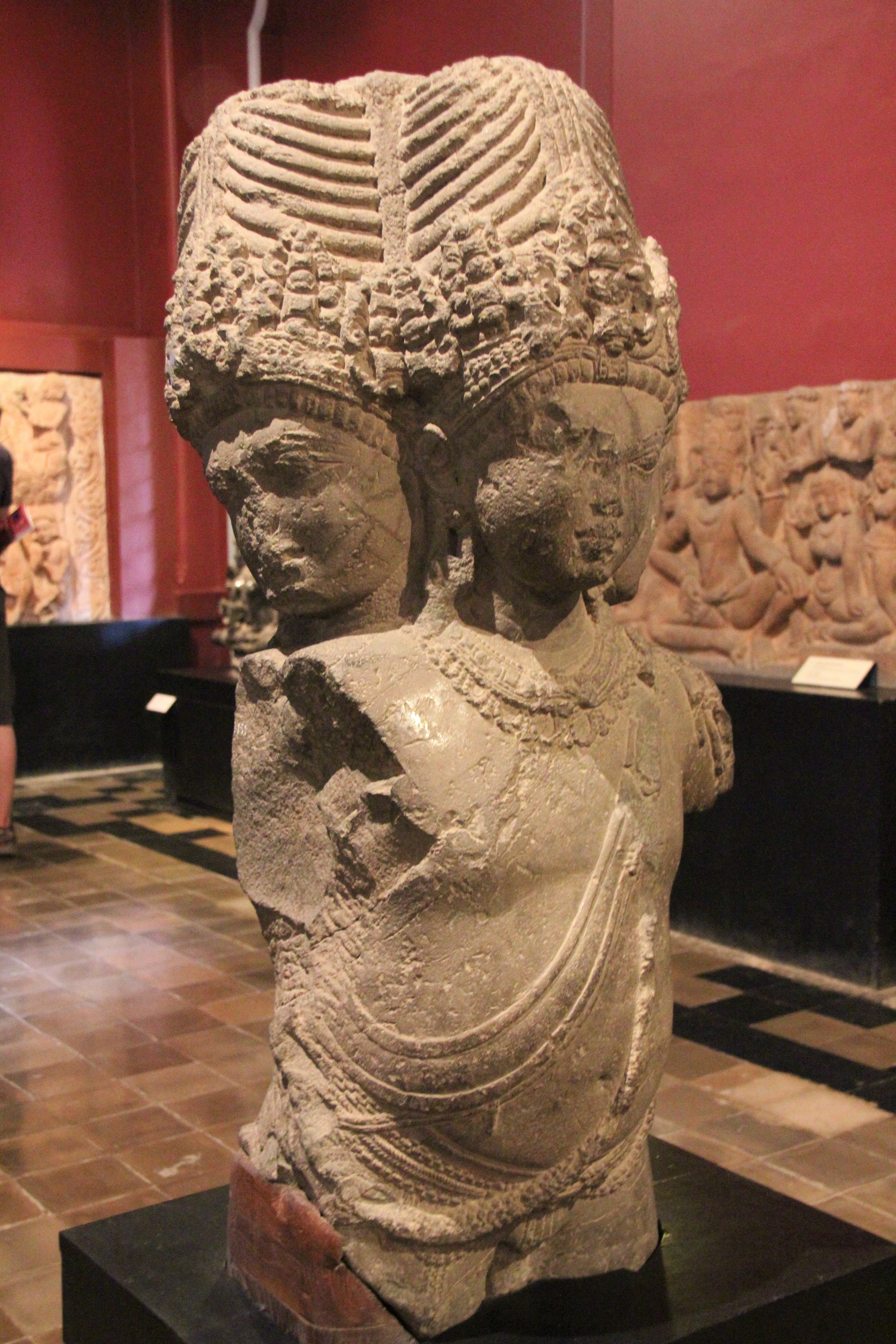
Statue de Brahma en basalte, trouvée dans les grottes d'Elephanta (VIe siècle).
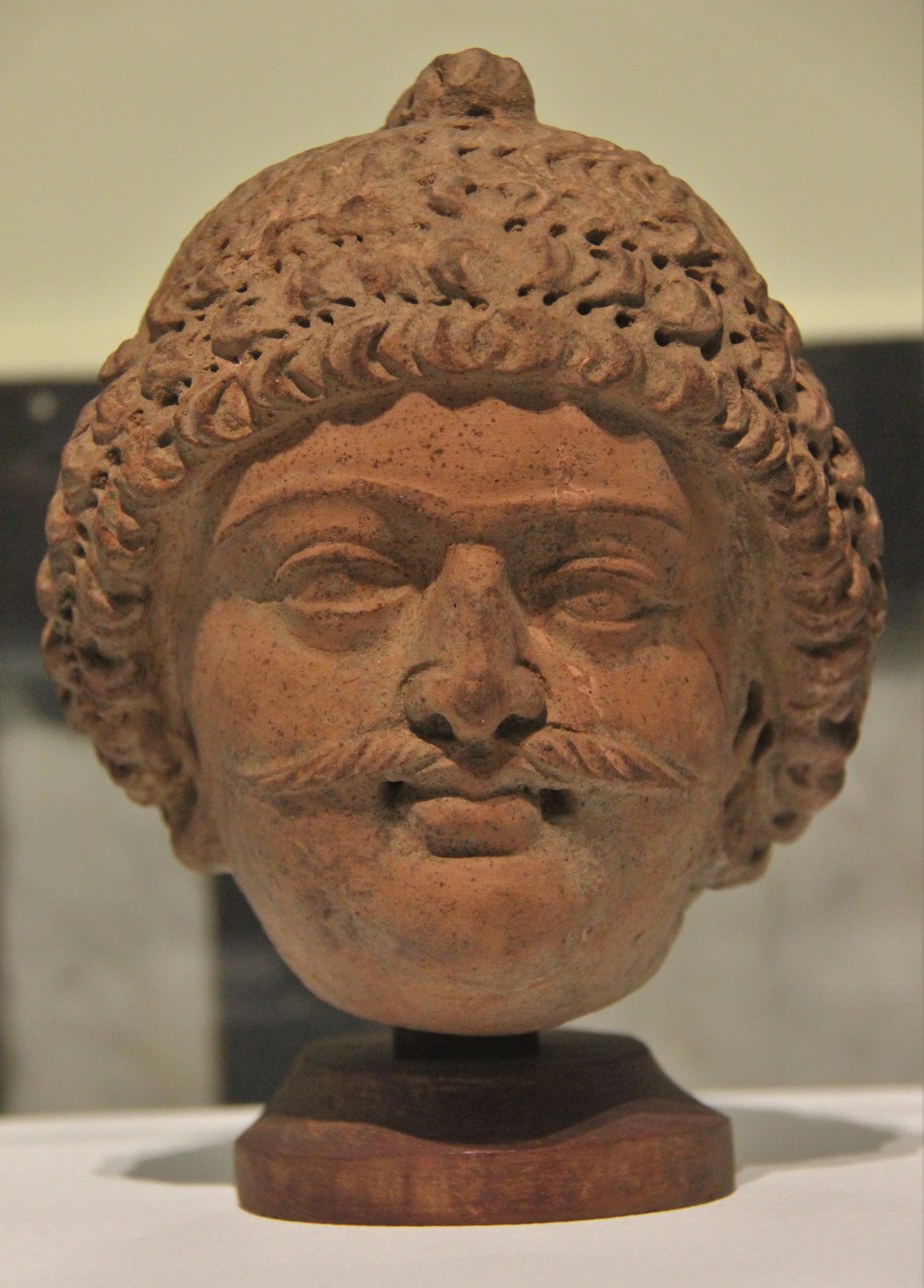
Tête en terre cuite d'Akhnoor (Jammu). Tête présentée au musée provenant de la collection d'Alma Latifi (VIe siècle)
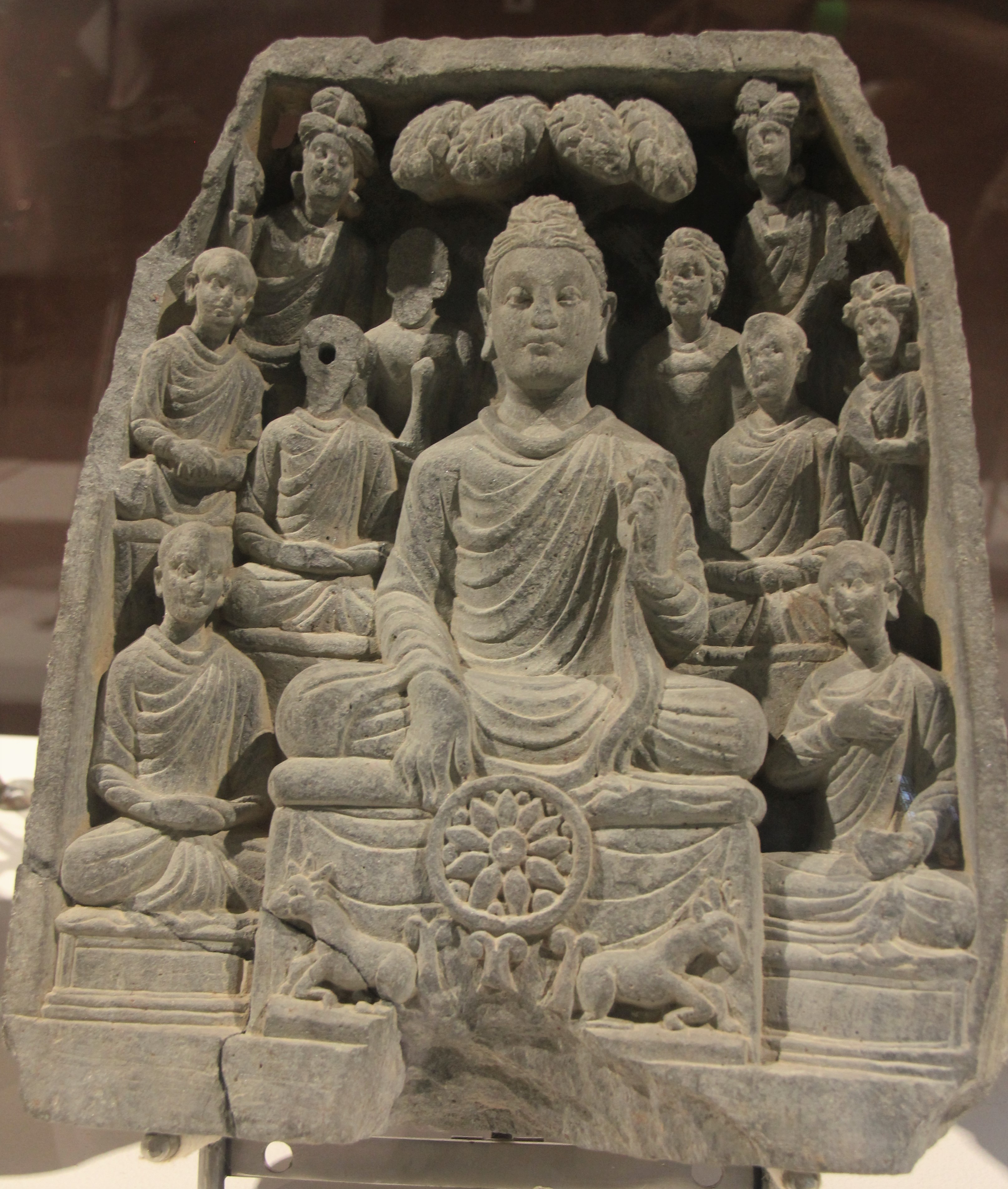
Statue de Gautama Bouddha livrant son premier sermon dans le parc aux cerfs de Sarnath, Bénarès
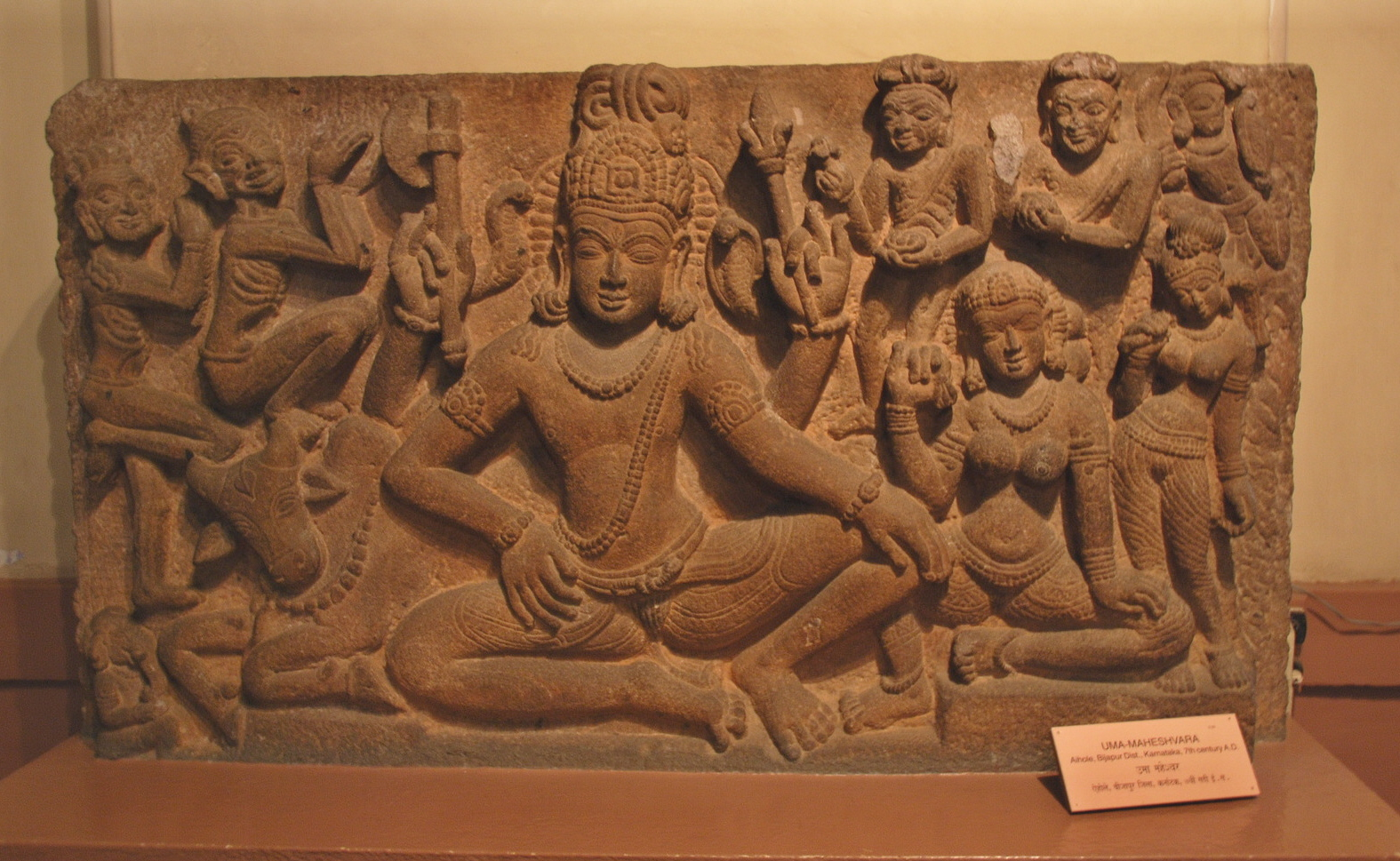
Uma-Maheshvara, Aihole (VIIe siècle)
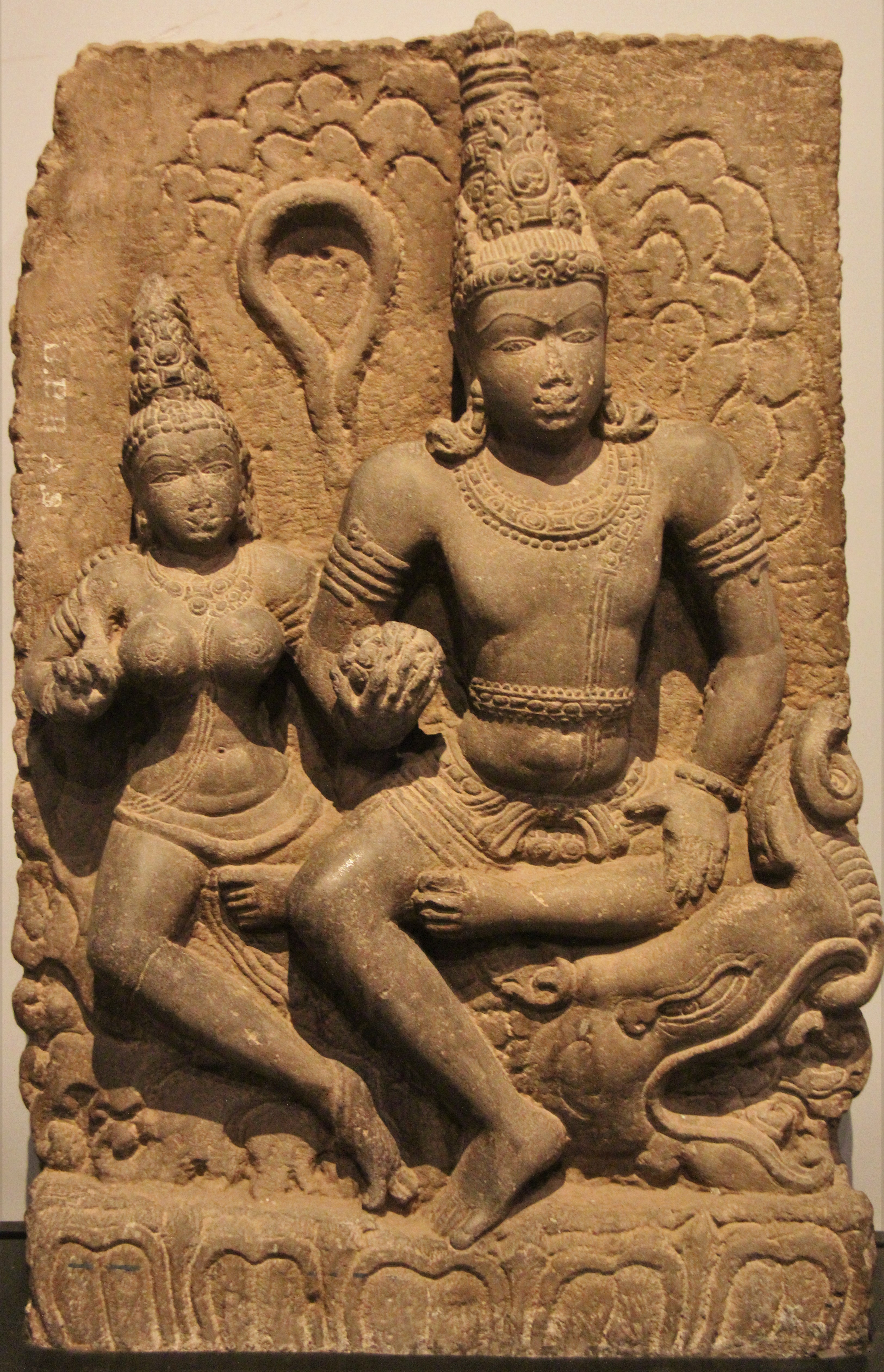
Varuna avec Varunani. Statue en basalte découverte au Karnataka (VIIIe siècle)
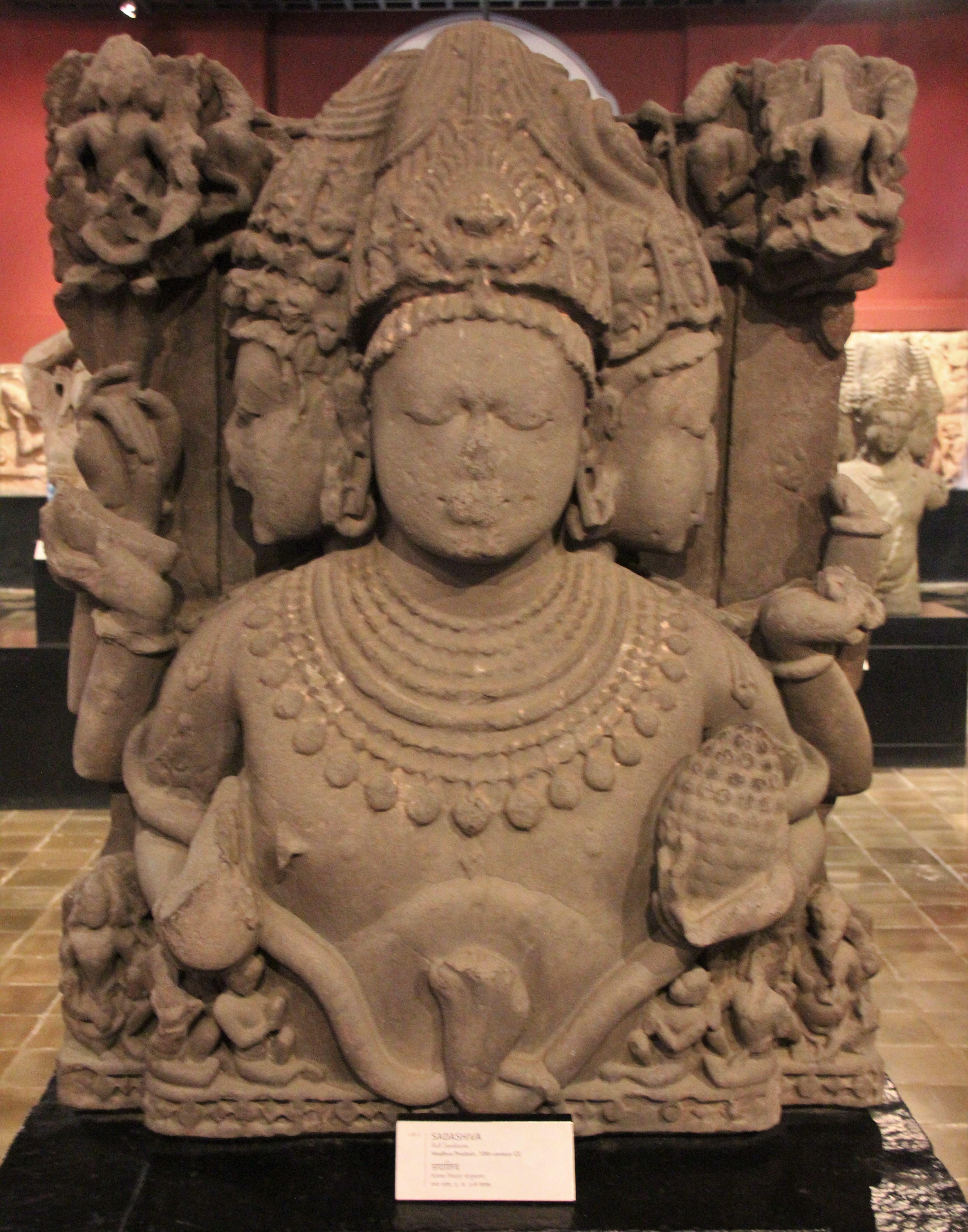
Statue Sadashiva en grès chamois. Statue trouvée dans le Madhya Pradesh (Xe siècle)
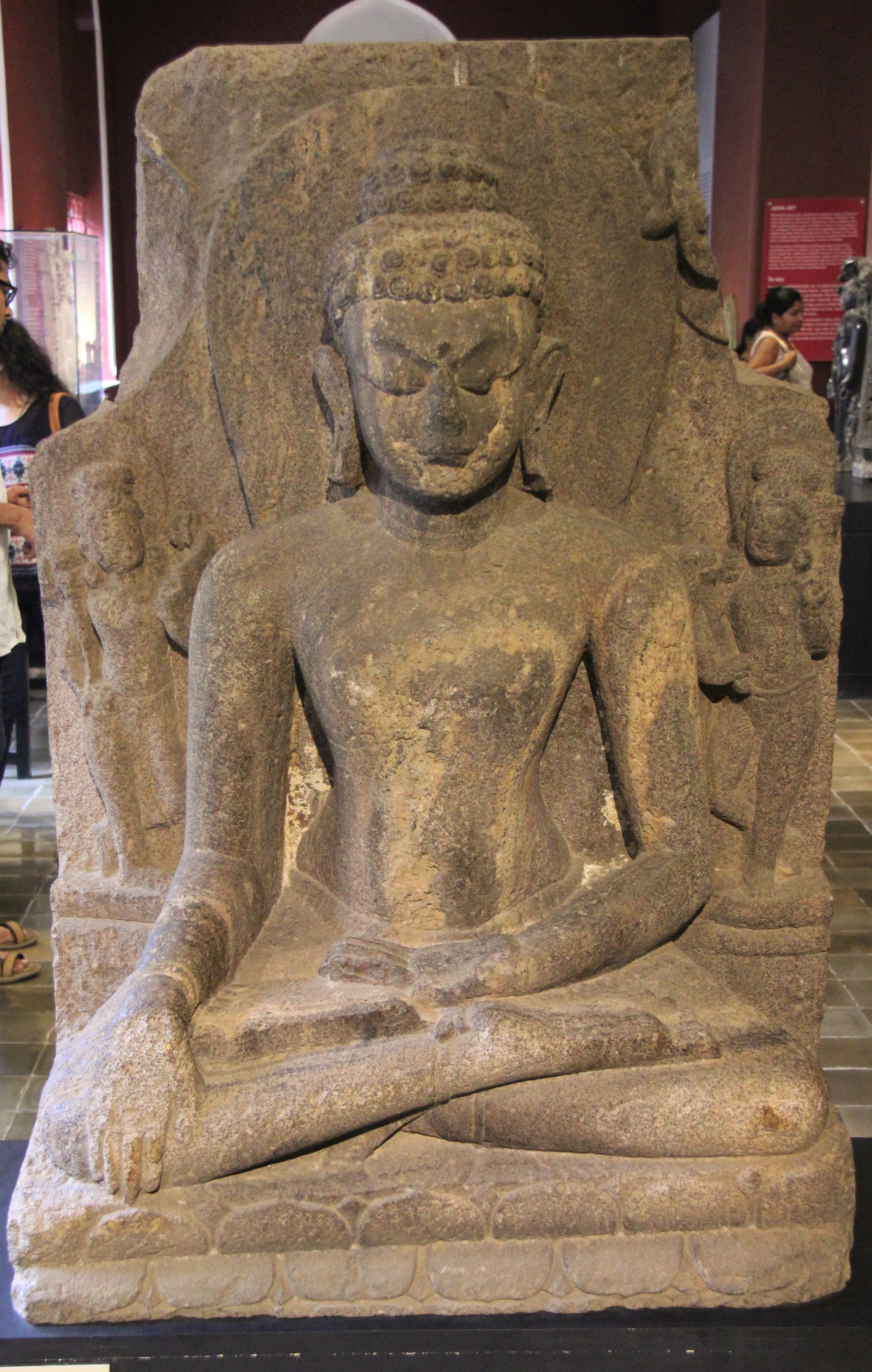
Statue de Gautama Bouddha découverte dans l'État indien d'Odisha (XIIe siècle)
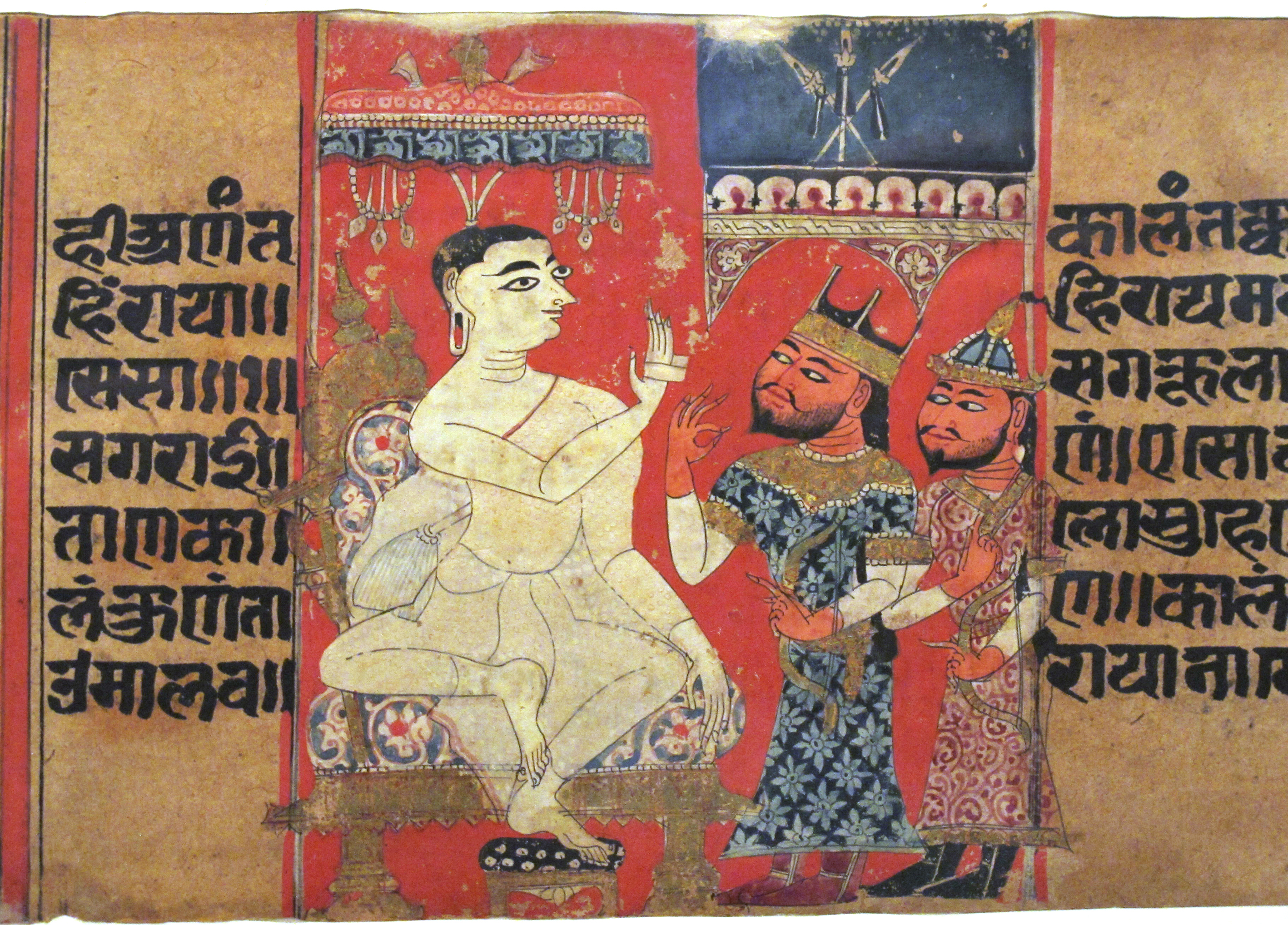
Gardabhilla captif, Kalpasutra, v.1375 CE
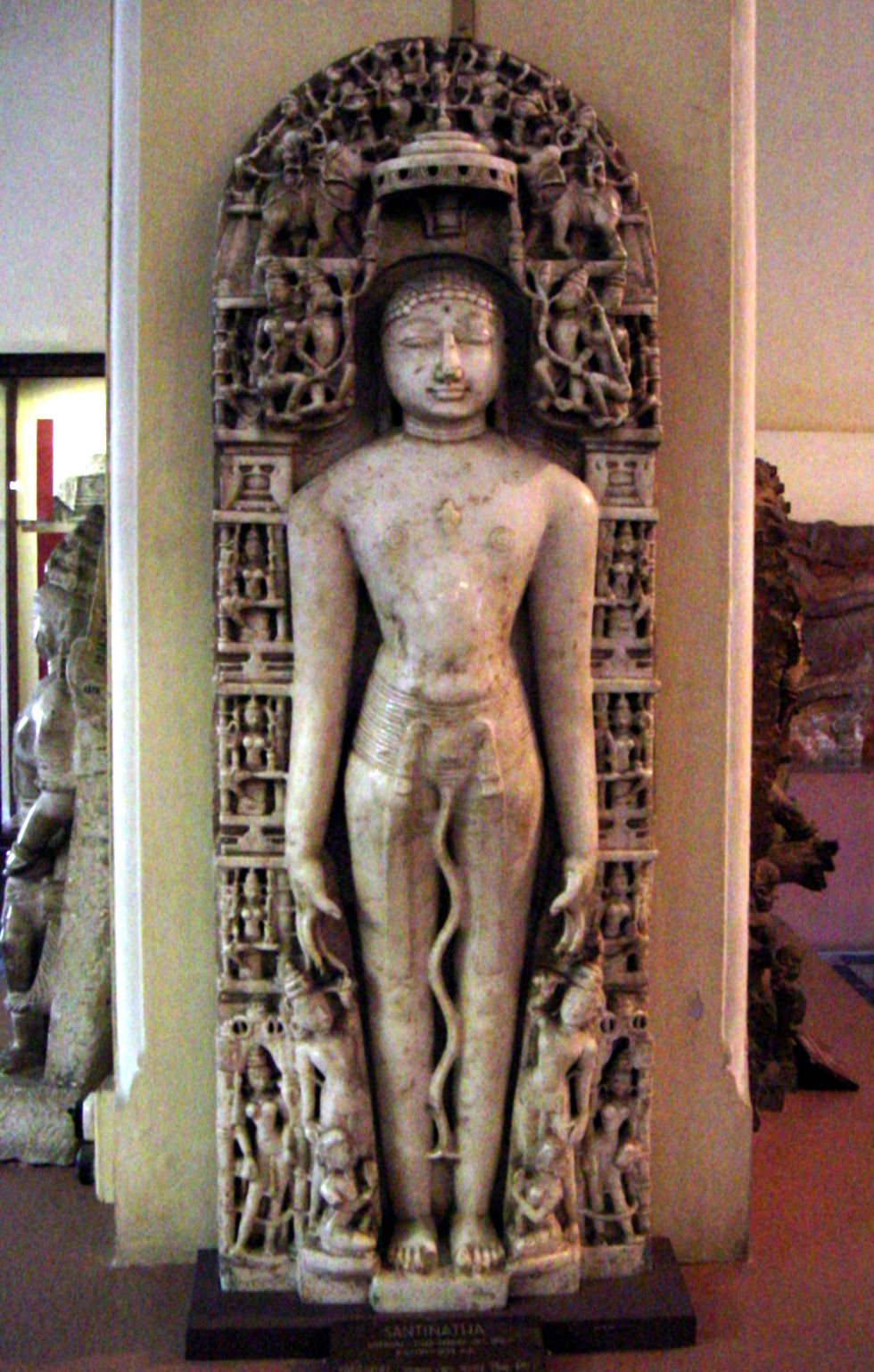
Statue de Shantinath de Varaval dans le Sind (Pakistan actuel)
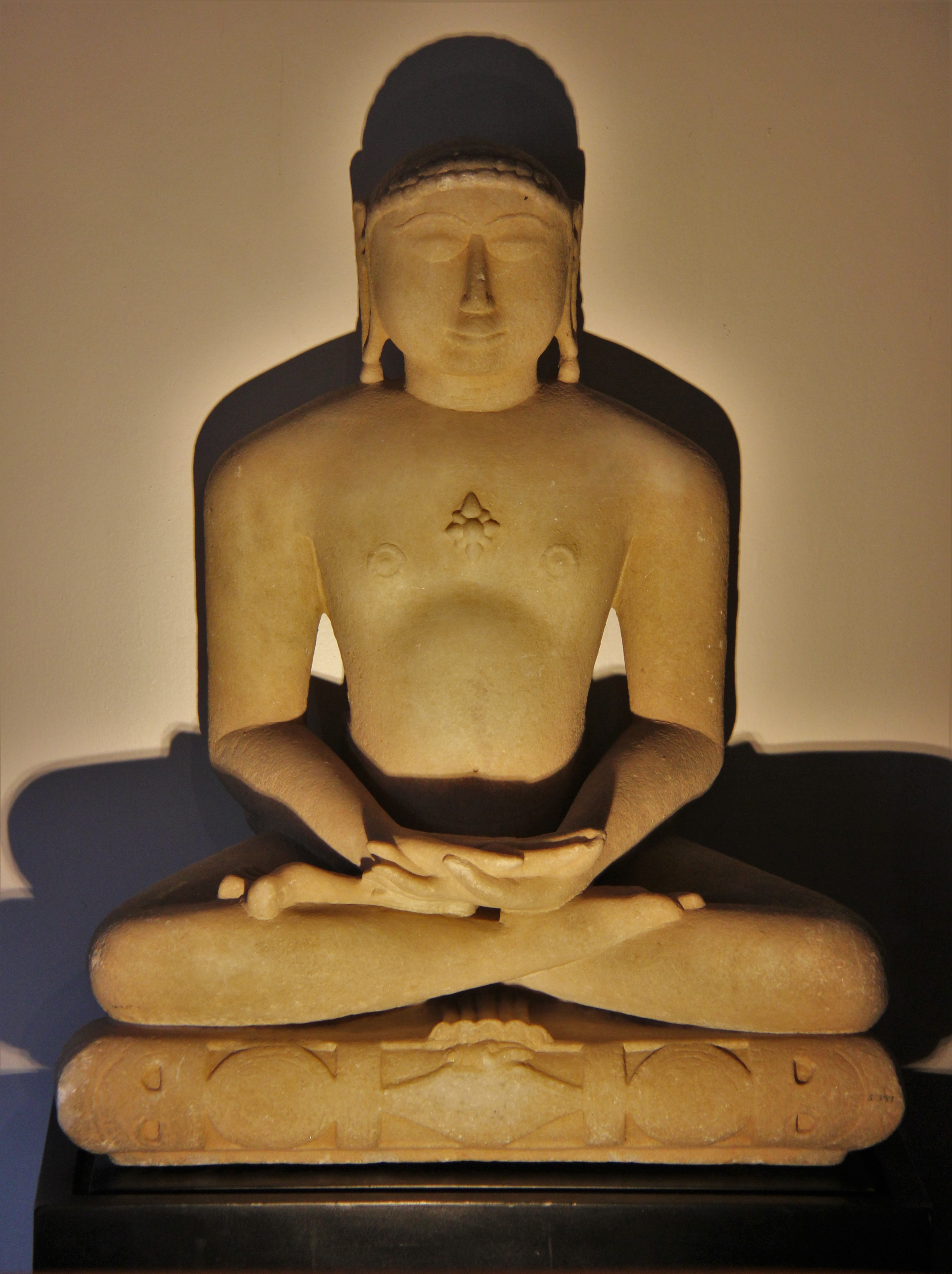
Statue de Tirthankara, marbre, fin de la période médiévale, Gujarat
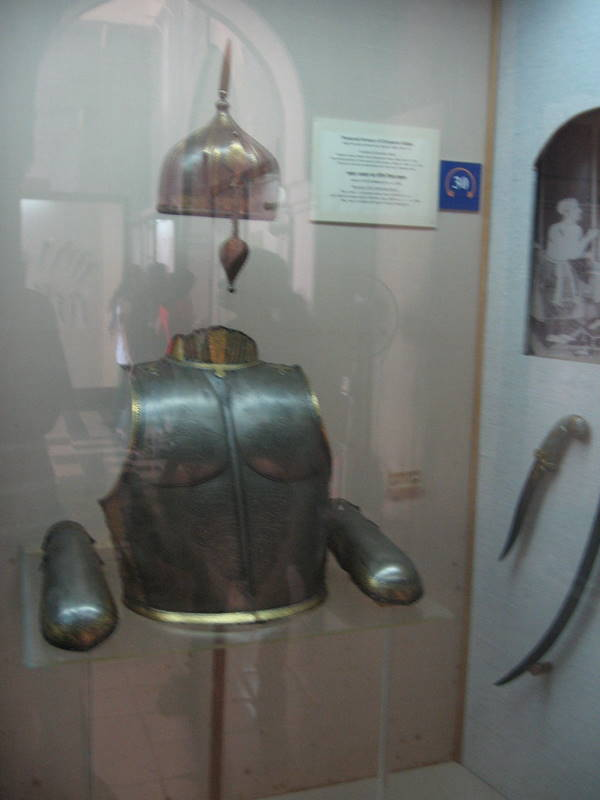
L'armure d'Akbar.
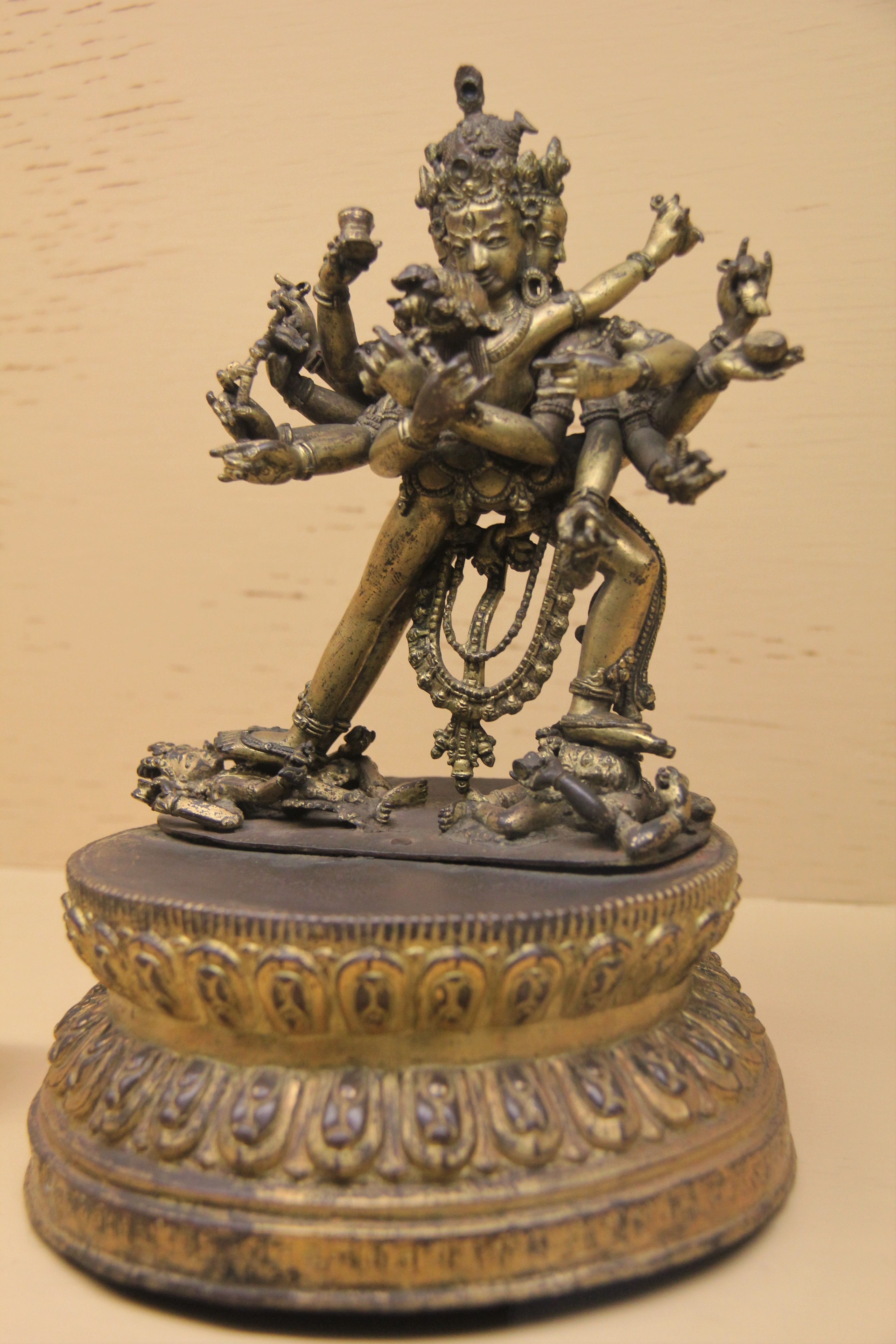
Hérouka (sous la forme Yab-Yum). C'est l'une des neuf divinités émanant du Bouddha Dhyani Akshobhya, Népal, 1544.
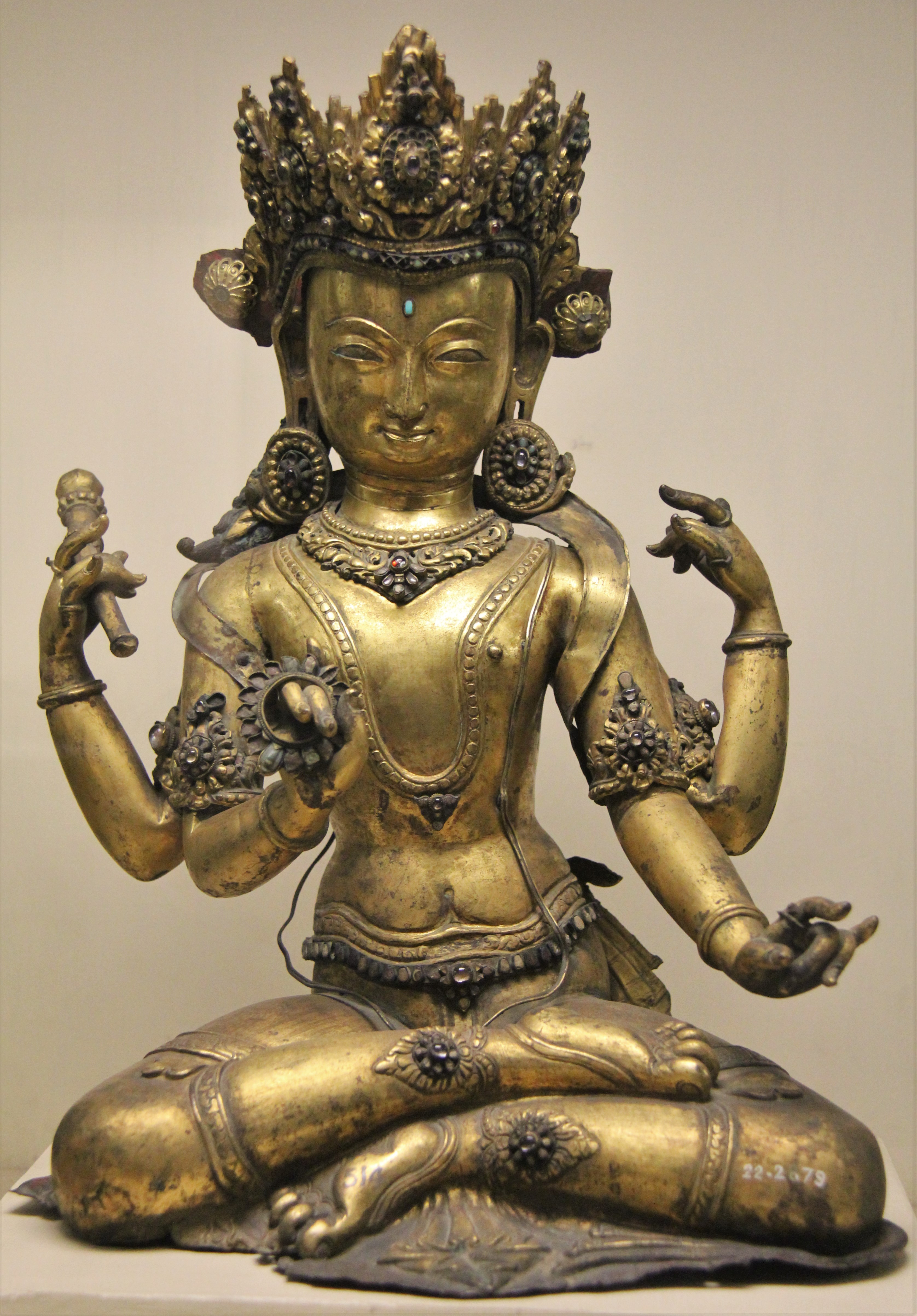
Statue de Vishnou originaire du Népal et faisant partie de la collection Ratan Tata (XVIIIe siècle)
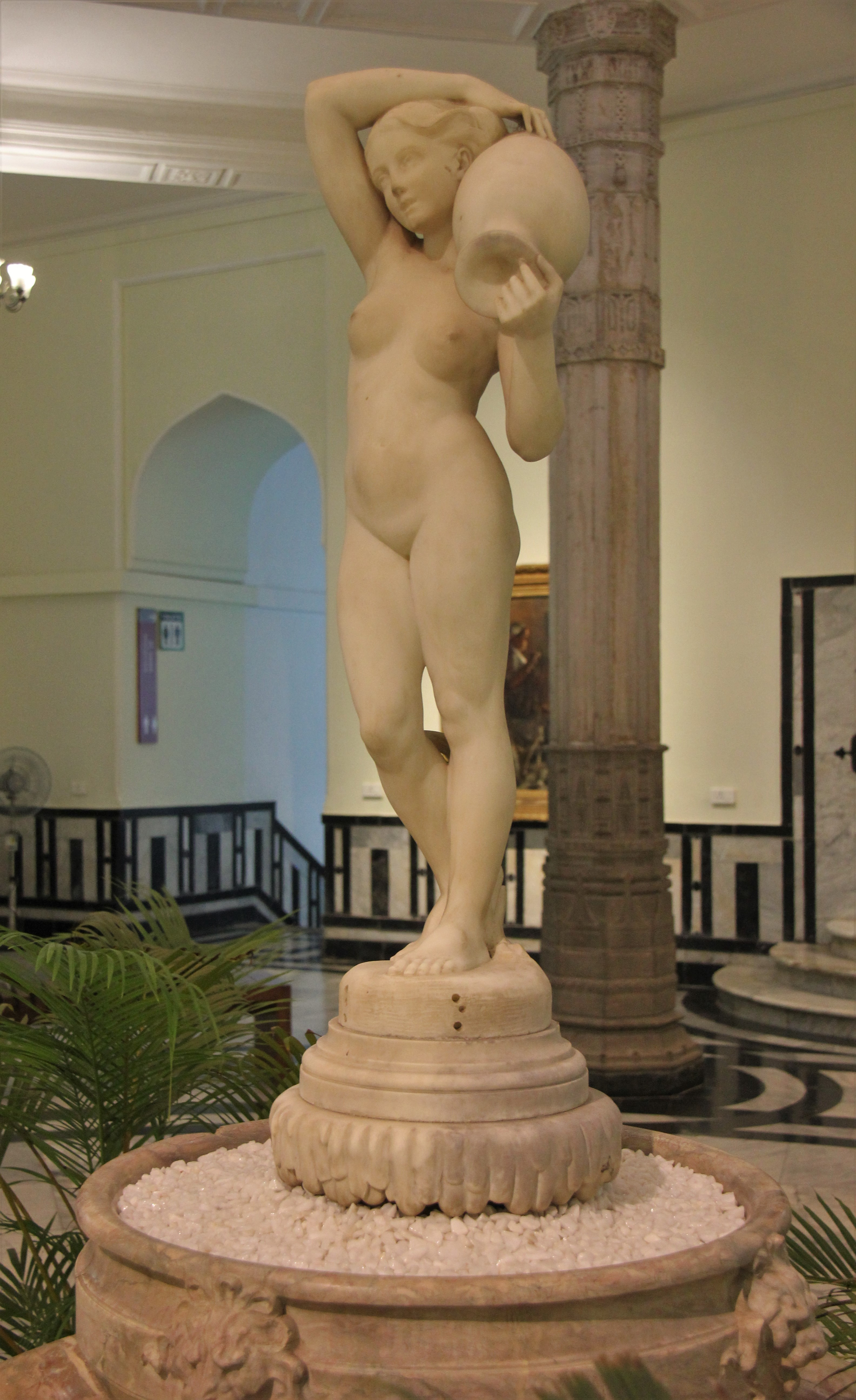
Statue en marbre d'après La Source d'Ingres. La statue était autrefois exposée au Musée du Louvre.
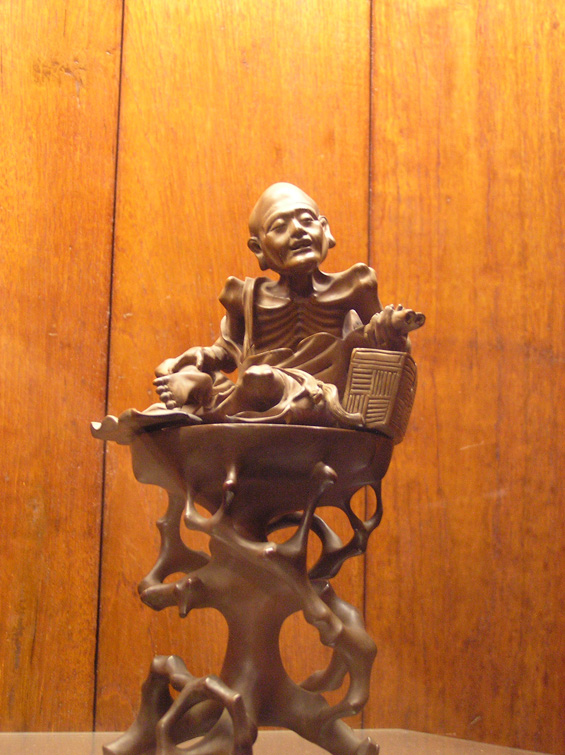
Sculpture japonaise
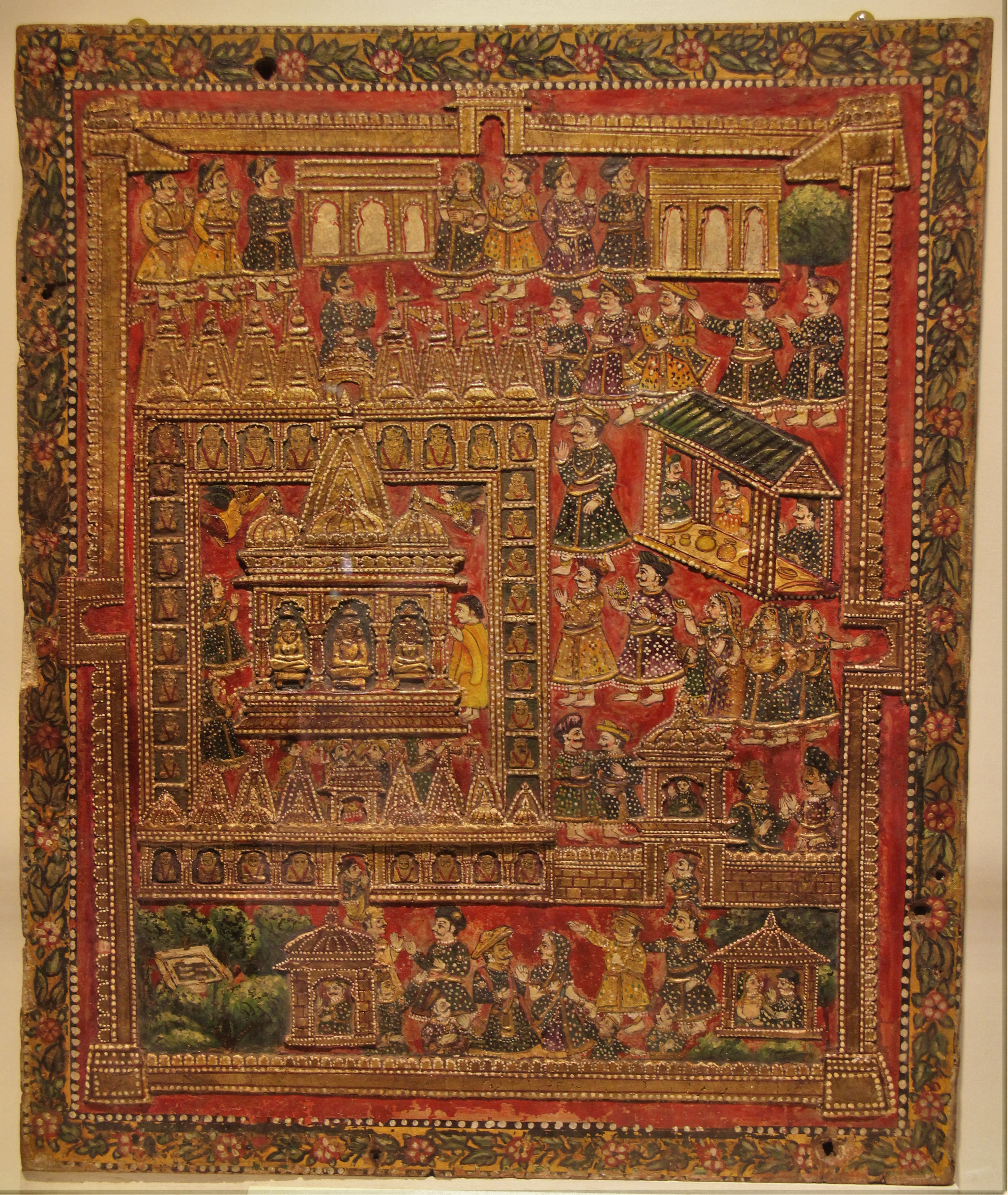
Jaïnisme : saint Tirthapata (Xe siècle)